# 1996 у телебаченні
Список 1996 у телебаченні описує події у сфері телебачення, що відбулися 1996 року.

## Події

### Січень
- 1 січня — Зміна логотипу і графічного оформлення телеканалу «Тоніс».
- 15 січня — Початок мовлення нового київського регіонального телеканалу «НАРТ»[1].
- 30 січня — Початок мовлення нового прилуцького регіонального телеканалу «ТБ-Прилуки»[2].

### Лютий
- 26 лютого — Початок мовлення нової київської телекомпанії «TV Табачук»[3].

### Березень
- Призупинення супутникового мовлення телеканалу «Тоніс».

### Квітень
- 23 квітня — Початок мовлення нового сімферопольського регіонального телеканалу «ИТВ»[4].

### Червень
- 1 червня — Зміна логотипу і графічного оформлення телеканалу «УТ-2».
- Припинення мовлення та закриття київського телеканалу «РТМ»[5].
- Припинення мовлення та закриття дніпропетровського регіонального телеканалу «VLD Brothers».

### Липень
- 5 липня — Засновано «Студію 1+1»[6].
- Ребрендинг рівненського регіонального телеканалу «MTV» в «Рівне 1».

### Серпень
- Початок мовлення нового котовського регіонального телеканалу «КЕТ»[7].

### Жовтень
- 1 жовтня — Зміна графічного оформлення телеканалу «ICTV»[8].
- 20 жовтня — Початок мовлення нового телеканалу «Інтер»[9].

### Листопад
- 1 листопада — Початок аналогового мовлення регіонального державного телеканалу «Нова Волинь» на 24 ТВК у Луцьку[10].

### Грудень
- 1 грудня — Початок мовлення нового російського телеканалу «СТС»[11].
- Початок аналогового мовлення телеканалу «ICTV» на 43 ТВК в Маріуполі[12].

## Без точних дат
- Початок мовлення нового київського регіонального телеканалу «IVK».
- Початок мовлення нового одеського регіонального «31 каналу».
- Початок мовлення нового київського регіонального телеканалу «Купол»[13].
- Початок мовлення нового кам'янець-подільського регіонального телеканалу «КтркП»[14].
- Початок мовлення нового миколаївського регіонального телеканалу «НКТВ»[15].
- Початок мовлення нового артемівського регіонального телеканалу «Заказ»[16].
- Початок мовлення нового донецького регіонального державного «27 каналу»[17].
- Початок мовлення нового краматорського регіонального телеканалу «ТОР»[18].
- Ребрендинг калуського регіонального телеканалу «За незалежність» у «Незалежність»[19].
- Початок аналогового мовлення телеканалу «УТ-2» замість телеканалу «УТ-1» на 12 ТВК в Руськоіванівці[20].
- Початок мовлення нового уманського регіонального телеканалу «Ятрань».